# Spathomorpha
Spathomorpha is een geslacht van Phasmatodea uit de familie Phasmatidae. De wetenschappelijke naam van dit geslacht is voor het eerst geldig gepubliceerd in 2005 door Cliquennois.

## Soorten
Het geslacht Spathomorpha omvat de volgende soorten:
- Spathomorpha adefa Cliquennois, 2005
- Spathomorpha lancettifer (Brancsik, 1893)